# 千葉県道65号佐倉印西線

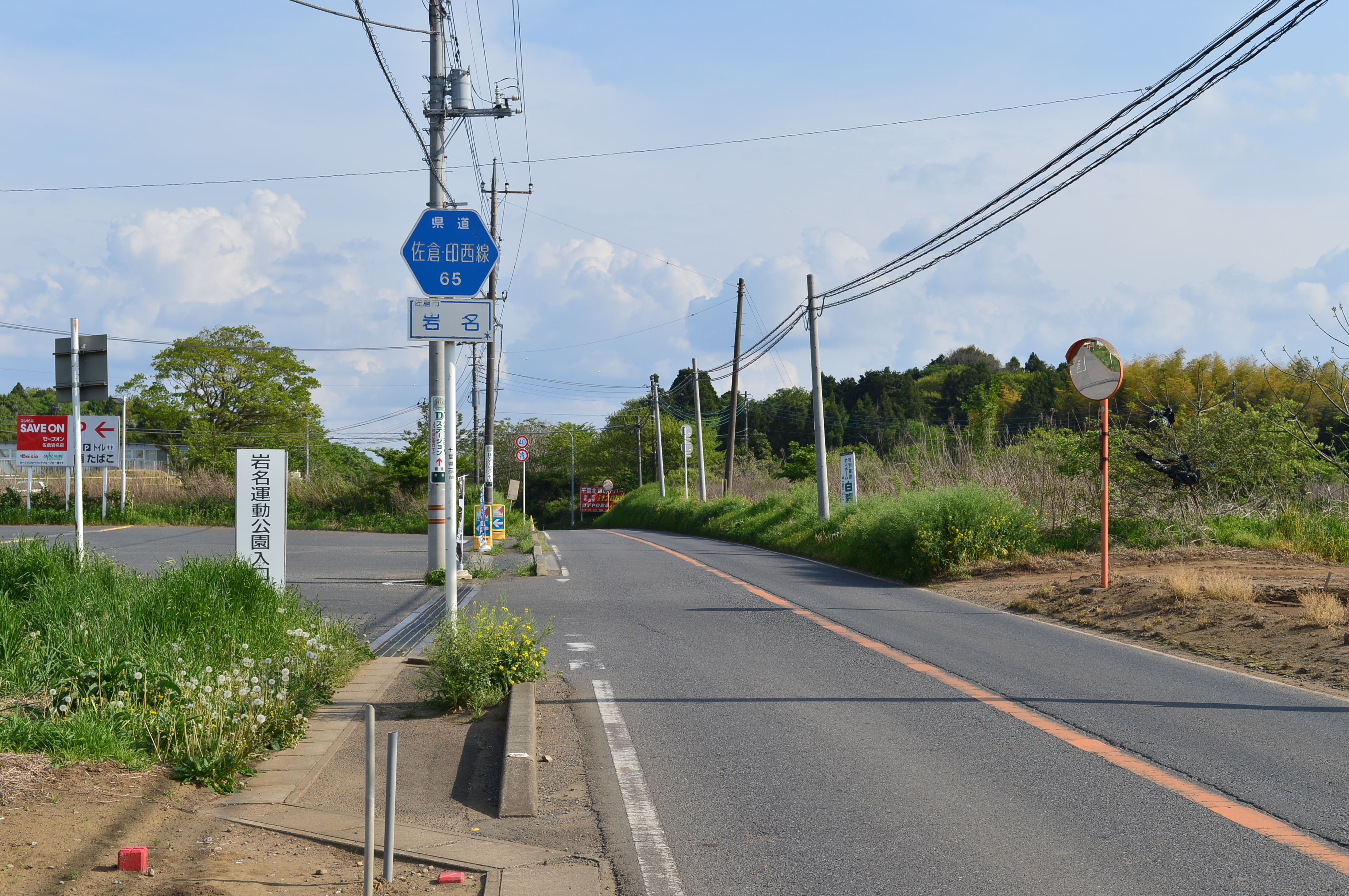
千葉県道65号佐倉印西線
佐倉市岩名（2015年4月）

千葉県道65号佐倉印西線（ちばけんどう65ごう さくらいんざいせん）は千葉県佐倉市神門の国道51号、千葉県道277号神門八街線との交点である神門交差点を起点とし、印西市木下の国道356号との交点である竹袋交差点を終点とする主要地方道である。

## 起点・終点
- 起点 - 佐倉市神門、神門交差点（国道51号、千葉県道277号神門八街線交点）
- 終点 - 印西市木下、竹袋交差点（国道356号）

## 路線状況
起点より佐倉市海隣寺町の海隣寺交差点までは千葉県道路愛称名により佐倉街道と呼ばれる。

### 重複区間
- 国道296号（佐倉市新町、新町交差点 - 佐倉市田町、歴史民俗博物館前交差点）
- 千葉県道64号千葉臼井印西線（印西市竜腹寺 - 終点）

### 道路施設
- 山田橋（印旛捷水路、印西市山田 - 同市瀬戸）

## 地理

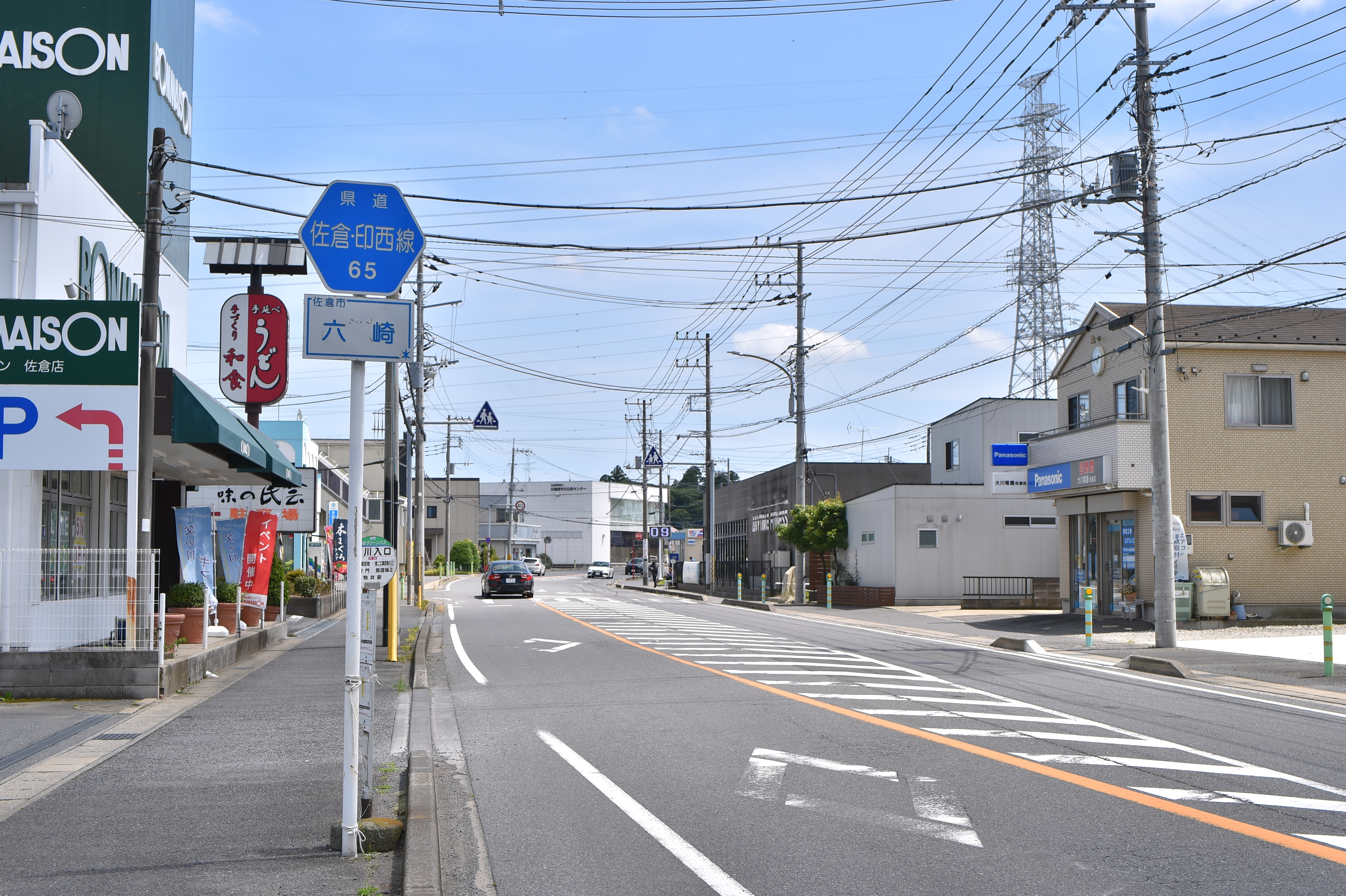
佐倉市六崎（2024年6月）

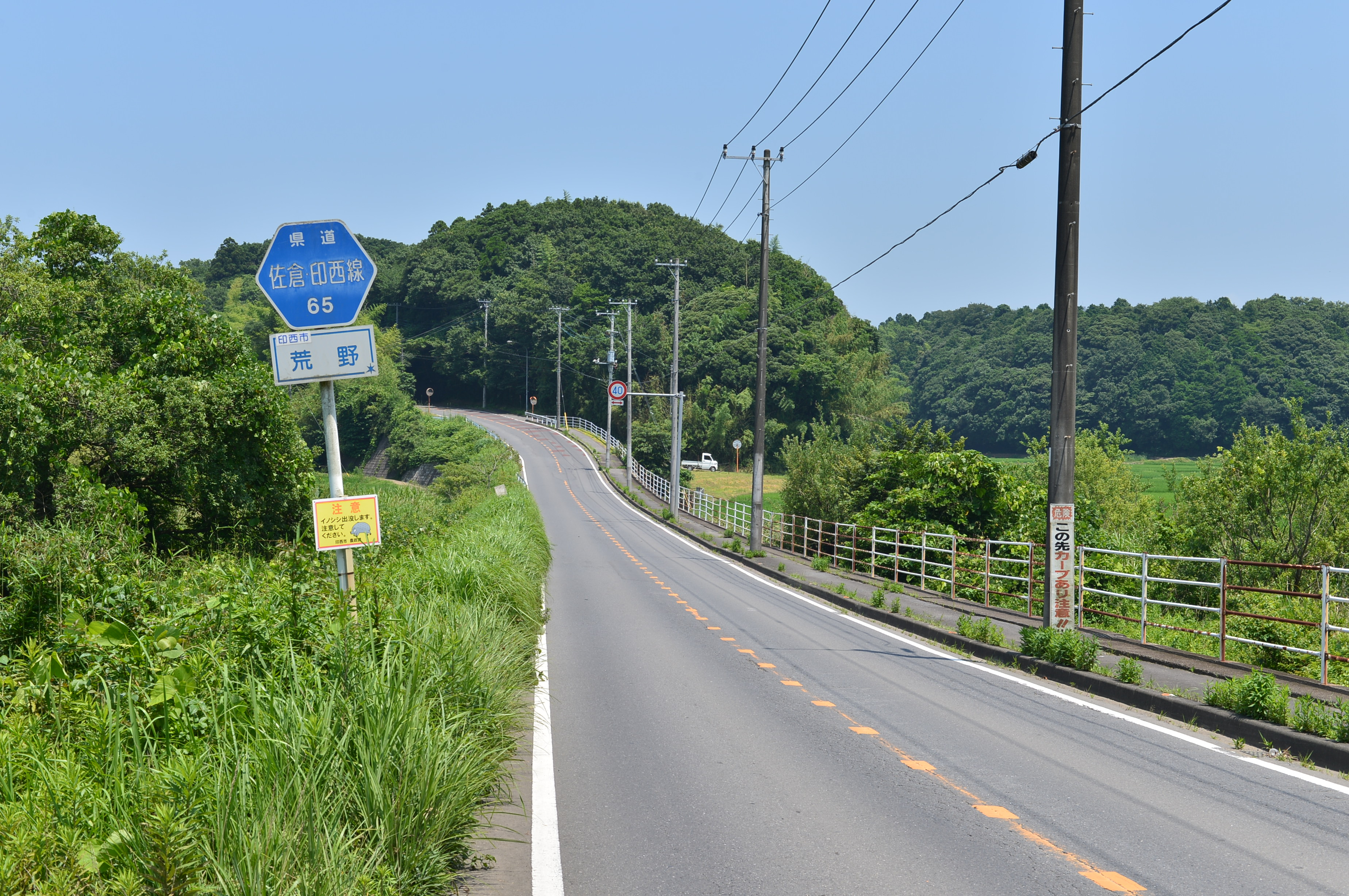
印西市荒野（2015年7月）

### 通過する自治体
- 千葉県
  - 佐倉市
  - 印西市

### 交差する道路
- 国道51号・千葉県道277号神門八街線（起点）
- 国道51号（佐倉市小篠塚・佐倉インター入口交差点）
- 国道296号（佐倉市鏑木町・鏑木交差点）
- 国道296号（佐倉市新町・新町交差点）
- 国道296号（佐倉市田町・歴史民俗博物館前交差点）
- 国道464号・千葉県道12号鎌ケ谷本埜線（印西市鎌苅・鎌苅北交差点）
- 千葉県道64号千葉臼井印西線（印西市竜腹寺）
- 国道356号（終点）